# Voltinia theata
Voltinia theata är en fjärilsart som beskrevs av Hans Ferdinand Emil Julius Stichel 1910. Voltinia theata ingår i släktet Voltinia och familjen Riodinidae. Inga underarter finns listade i Catalogue of Life.